# Bik (astrologija)
Bik (♉︎) (latinsko taurus, iz grške besede Ταῦρος, Tauros) je drugo astrološko znamenje v sedanjem zodiaku. Razteza se od 30 ° do 60 ° zodiaka. Ta znak pripada zemeljskemu elementu ali trojnosti. Ima žensko ali negativno polarnost in tudi določeno modalnost, kakovost ali četrtnost. To je znamenje, ki mu vlada Venera. Luna ima tukaj svojo vzvišenost pod točno 3 °. Sonce prehaja v to znamenje od približno 21. aprila do 20. maja v zahodni astrologiji.

## Zgodovina
Znak Bika je povezan z več miti in čaščenjem bikov iz več starodavnih kultur. To je bilo prvo znamenje zodiaka. Uveljavljeno je bilo med Mezopotamci, ki so ga poimenovali "Veliki bik v nebesih", saj je bilo ozvezdje, skozi katerega je v tem času vzhajalo Sonce na pomladansko enakonočje, zgodnji bronasti Starosti, od približno 4000 pr. N. Št. Do 1700 pr.